# De bas étage
Pour plus de détails, voir Fiche technique et Distribution.
De bas étage est un film dramatique français réalisé par Yassine Qnia et sorti en 2021.

## Fiche technique
- Titre original : De bas étage
- Réalisation : Yassine Qnia
- Scénario : Yassine Qnia et Rosa Attab
- Photographie : Ernesto Giolitti
- Montage : Alexandre Westphal
- Décors :
- Costume : Élisa Ingrassia
- Musique :
- Producteur : Pascal Caucheteux
- Société de production : Why Not Productions, Alba Pictures et Ciné+
- Société de distribution : Le Pacte
- Pays d'origine :  France
- Langue originale : français
- Format : couleur - 2,35:1
- Genre : Drame
- Durée : 86 minutes
- Dates de sortie :
  - France :
  - 15 juillet 2021 (Cannes)
  - 4 août 2021 (en salles)

## Distribution
- Soufiane Guerrab : Medhi
- Souheila Yacoub : Sarah
- Thibault Cathalifaud : Thibault
- M'Barek Belkouk : M'Barek
- Jamil McCraven : Alex
- Tassadit Mandi : la mère de Medhi
- Inès Melab : la sœur de Medhi
- Majid Berhila : le mari de Leïla